# George Fissler
George Fissler (n. 13 octombrie 1906, New York City, New York, SUA – d. 18 decembrie 1975, Martin⁠(d), Comitatul Marion, Florida, SUA) a fost un înotător american, medaliat olimpic. A participat la o ediție a Jocurilor Olimpice (1932) în care a câștigat două medalii de argint.